# Canopus-Klasse (1899)
Die Canopus-Klasse war eine Klasse von sechs Einheitslinienschiffen die Ende des 19. Jahrhunderts für die Royal Navy gebaut wurden. Bis 1905 kamen die Schiffe vor allem auf der China Station zum Einsatz. Ab 1910 waren sie meist in der Reserve. 1914 wurden die Schiffe wieder aktiviert und nach der Sicherung des Übergangs des Britischen Expeditionskorps nach Frankreich auf verschiedenen Auslandsstationen eingesetzt.

## Geschichte
Die Schiffe der Canopus-Klasse wurden gebaut, um den beiden japanischen Schiffen der Fuji-Klasse zu begegnen, die damals in England gebaut wurden. Am 13. Mai 1895 traf sich die Admiralität, um über eine vorläufige Vereinbarung über die Gestaltung neuer Schiffe zu diskutieren. Der Freibord sollte der gleiche sein wie bei der Centurion, die Hauptbewaffnung die gleiche wie bei der Majestic-Klasse. Die Sekundärbewaffnung sollte aus zehn Schnellfeuerkanonen bestehen und Antrieb und Panzerung sollte dem der Renown entsprechen. Auf der Grundlage dieses vorläufigen Entwurfs wurden drei weitere Skizzen angefertigt. Am 2. September 1896 trat die Admiralität erneut zusammen und genehmigte den endgültigen Entwurf, der eine Kombination aus den früheren Skizzen darstellte.

## Konstruktion
Ursprünglich sollte die Bewaffnung mit denselben Türmen und der gleichen Ladevorrichtung wie bei der Caesar ausgestattet werden. Aber innerhalb der Klasse wurde viel experimentiert, was dazu führte, dass nur Canopus mit Mk BIII-Lafetten ausgestattet wurde, während Glory, Albion, Ocean und Goliath mit Mk BIV und die Vengeance mit Mk BV-Lafetten ausgestattet wurden. Die Schiffe der Canopus-Klasse waren die ersten, die mit Kc-Panzerung ausgerüstet waren, der eine um 30 % höhere Festigkeit als die Harveypanzerung aufwies. Außerdem waren sie die ersten Schiffe seit der Dreadnought, die eine vertikale Panzerung aufwies, die bis zu den Enden des Rumpfes reichte. Bei den Schiffen dieser Klasse kamen erstmals im britischen Schlachtschiffbau Wasserrohrkessel zum Einsatz. Diese ermöglichen im Gegensatz zu den bis dahin verwendeten Großwasserraumkesseln höhere Leistungen bei einem geringeren Kohleverbrauch.

## Technik
Die Schiffe hatten eine Gesamtlänge von 131,45 m, eine Breite von 22,27 und einen Tiefgang von 7,90 m. Die Verdrängung lag zwischen 13.150 t und 14.300 t.

### Antrieb
Die Schiffe waren mit zwei Dreizylinder-Verbunddampfmaschinen ausgestattet, die jeweils eine Welle antrieben und insgesamt 15.400 Shp (11.327 kW) entwickelten, mit der sie eine Höchstgeschwindigkeit von 18 Knoten (33 km/h) erreichten. Der Dampf wurde von zwanzig Belleville-Wasserrohrkesseln geliefert. Die Schiffe konnten maximal 1.600 t Kohle mitführen, was ihnen bei 10 Knoten (19 km/h) eine Reichweite von 5.320 Seemeilen (9852 km) ermöglichte.

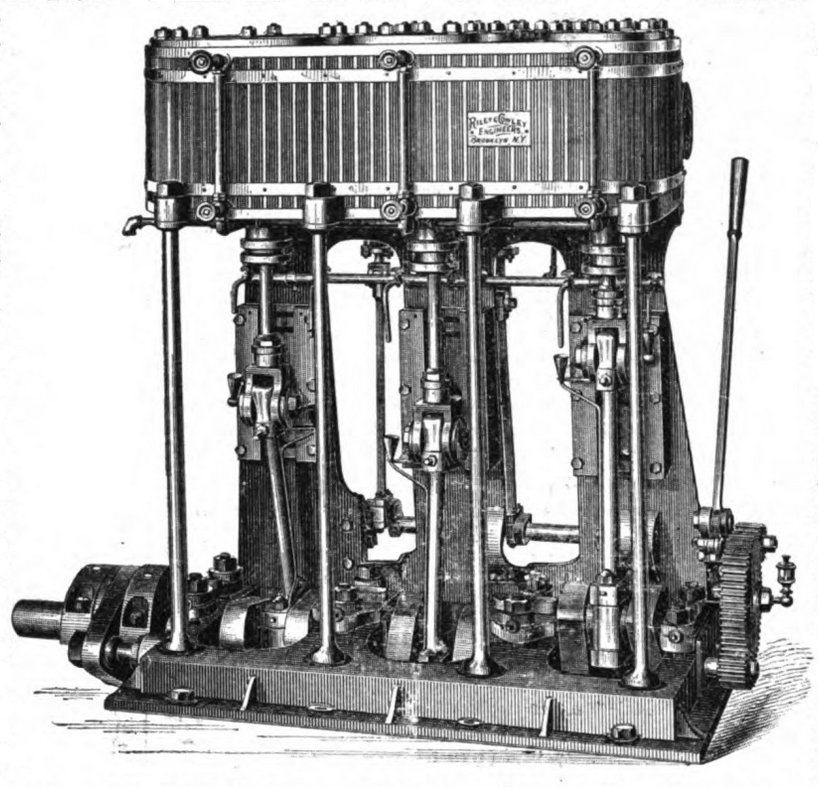
Dreizylinder-Verbunddampfmaschine
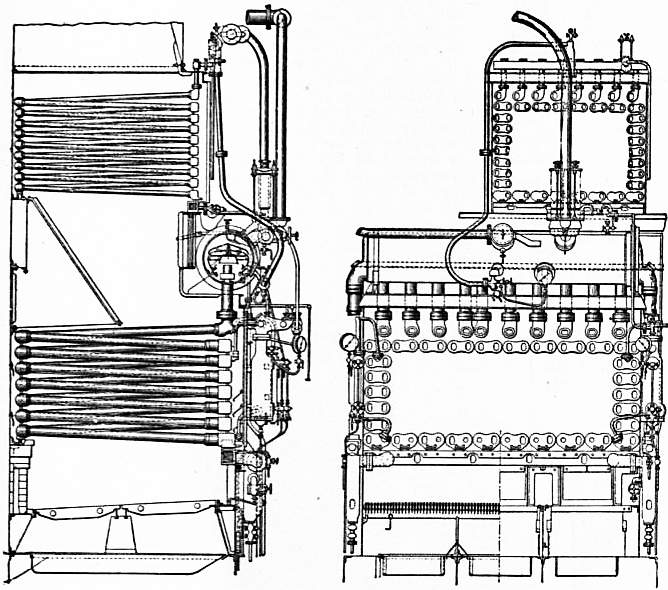
Belleville-Wasserrohrkessel

### Bewaffnung
Die Hauptbewaffnung bestand aus vier 305-mm-Geschützen in zwei Zwillingstürmen vorn und achtern. Die Geschütze waren auf 187 t schweren Lafetten mit einem Seitenrichtbereich von −150 bis +150 Grad montiert. Die Kanonen selbst wogen 47 t und hatten bei einer maximalen Elevation von 13,5° und einer Mündungsgeschwindigkeit von 716 m/s eine Reichweite von 13.590 m. Sie verschossen 386 kg schwere Granaten mit einer Kadenz von ca. 2 Schuss pro Minute. Die Sekundärbewaffnung bestand aus zwölf 152-mm-Schnellfeuergeschützen in Kasematten 6 auf jeder Breitseite. Die Geschütze waren auf Lafetten mit einem Seitenrichtbereich von +30° bis +150° montiert. Die Kanonen selbst wogen 2,2 t und hatten bei einer maximalen Elevation von 20° und einer Mündungsgeschwindigkeit von 544 m/s eine Reichweite von 9.050 m. Sie verschossen 20,4 kg schwere Granaten mit einer Kadenz von ca. 5–6 Schuss pro Minute. Zur Verteidigung gegen Torpedoboote waren zehn 76-mm-Schnellfeuergeschütze und sechs 47-mm-Schnellfeuergeschütze ebenfalls in Kasematten installiert. Außerdem hatte das Schiff vier 457-mm-Torpedorohre unter Wasser montiert zwei auf jeder Breitseite.

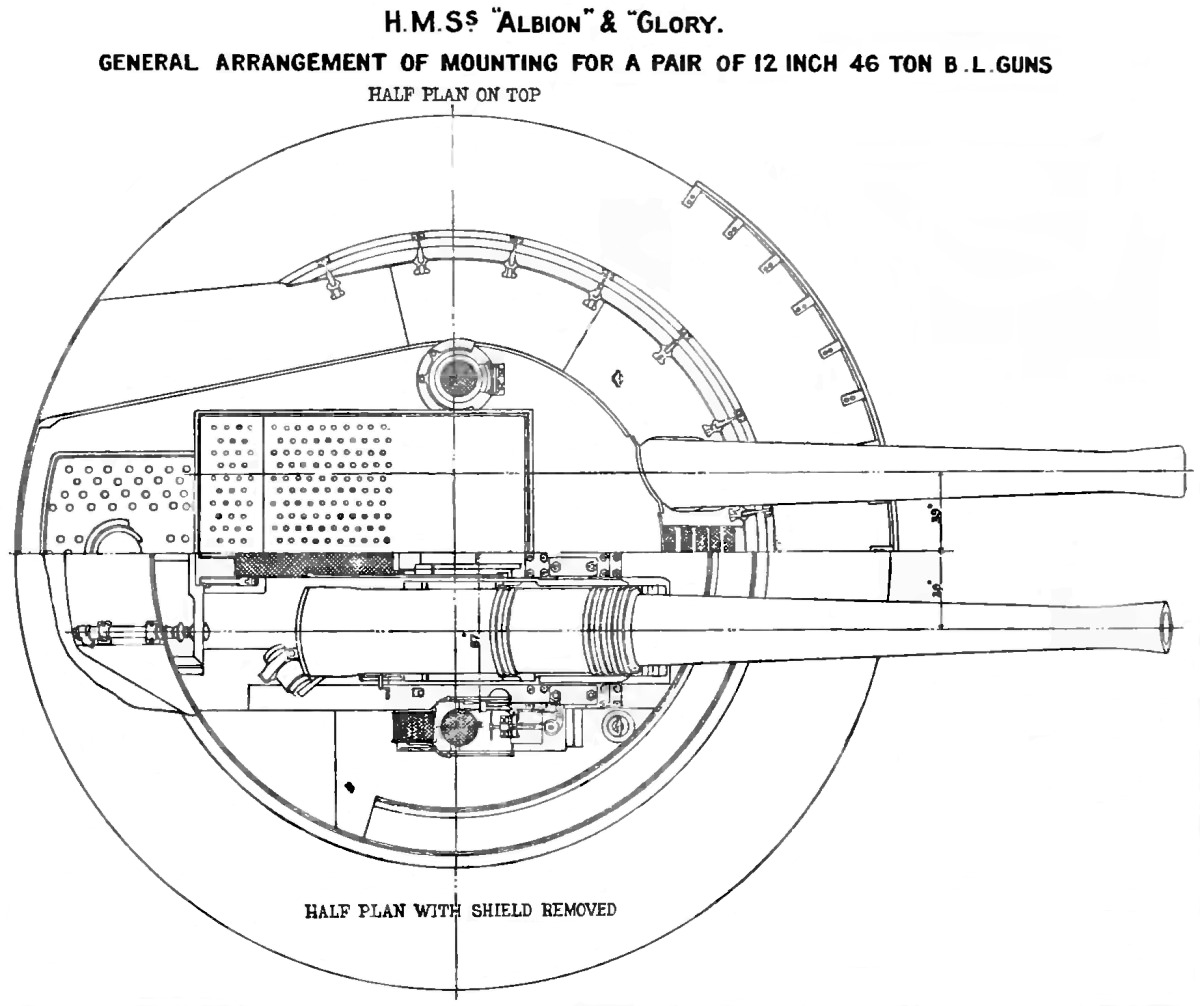
305-mm-Geschütz (BL 12-inch Mk VIII naval gun)
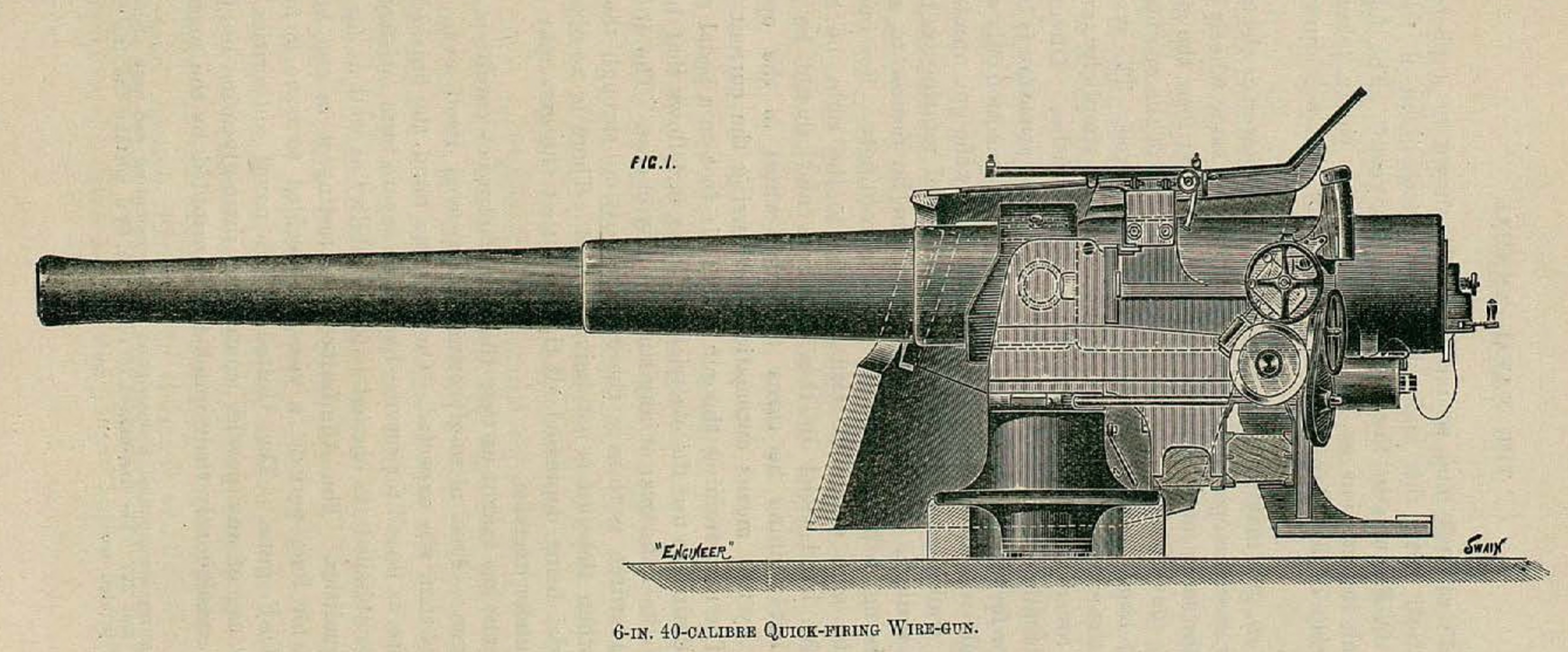
152-mm-Schnellfeuergeschütz (QF 6 inch /40 naval gun)
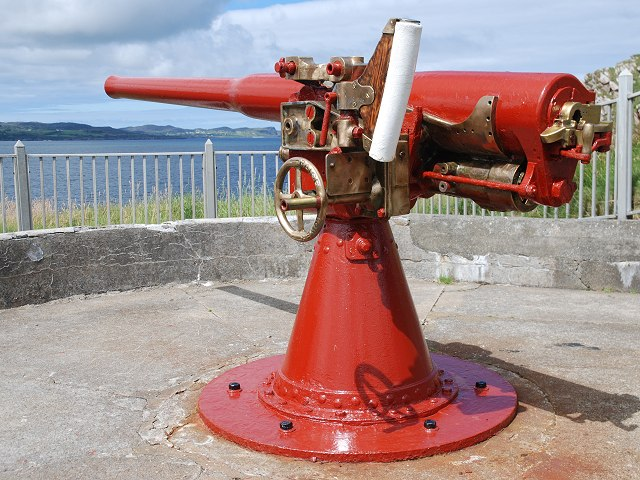
76-mm-Schnellfeuergeschütz (QF 12 pounder 12 cwt naval gun)
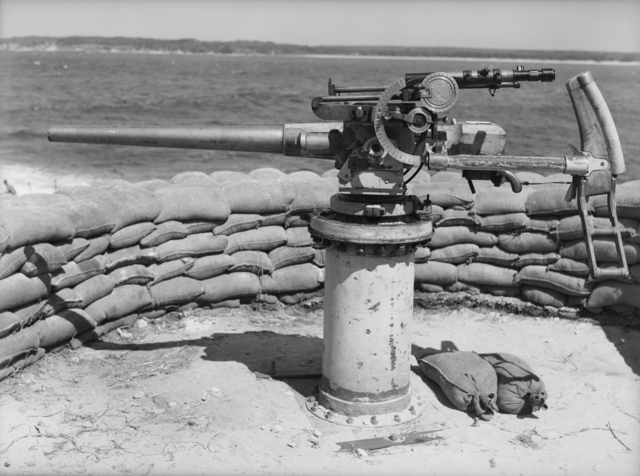
47-mm-Hotchkiss-3-Pfünder-Schnellfeuergeschütz (QF 3 pounder Hotchkiss)
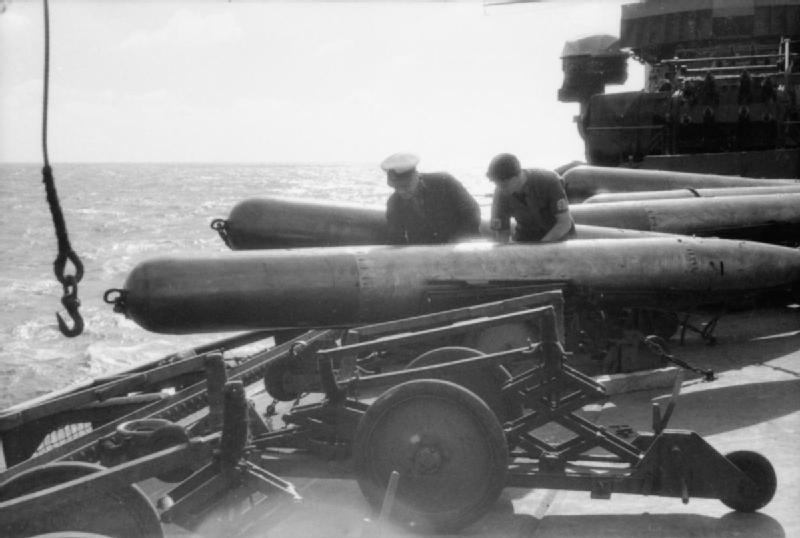
457-mm-Torpedo (British 18-inch torpedo)

### Panzerung

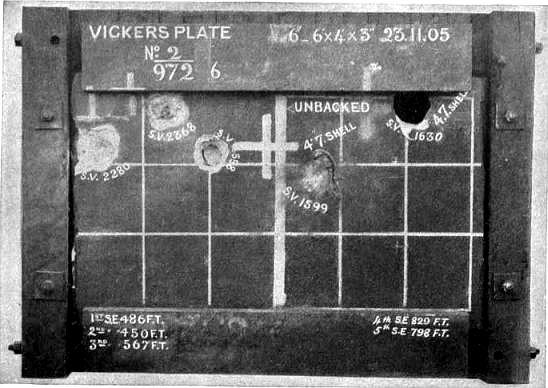
Kc-Panzerung

Das Panzerungsschema entsprach weitestgehend dem der Majestic-Klasse mit Ausnahme einer Verlängerung des Gürtels bis zum Vordersteven durch einen 50-mm-Plankengang. Der 152 mm dicke Panzergürtel auf Höhe des Hauptdecks erstreckte sich von 2,74 m über der Wasserlinie, bis 1,67 m darunter und reichte 59,74 m mittschiffs bis zu den Barbetten. Der 50 mm dicke Plankengang der gerade bis zum Bug verlief, wo es den Rammdorn stütze, bedeckte die Seite des Schiffes bis 1,21 m oberhalb und stieg im Bereich der vorderen wasserdichten Abteilung auf 2,74 m an. Das vordere Schott war zwischen 152 und 254 mm dick und verlief schräg nach innen von den vorderen Enden des Gürtels bis zur Stirnseite der vorderen Barbette. Das Schott achtern war zwischen 152 und 304 mm dick und verlief in gleicher Weise zur Stirnseite der hinteren Barbette. Die Geschütztürme hatten 203-mm-Flächen mit 50-mm-Dächern. Die Barbetten waren auf der Vorderseite 254 mm, auf der Rückseite 304 mm und verjüngten sich auf 152 mm unterhalb des Gürtels. Die Kasematten waren an der Front 127 mm und an den Seiten 27 mm dick. Der vordere Kommandoturm war rundherum mit 304 mm und der hintere mit 76 mm gepanzert. Das Hauptdeck war mit 25 mm und das Mitteldeck mit 27 mm Panzerung versehen und erstreckte sich über die gesamte Länge der Zitadelle zwischen den äußeren Verkleidungen der Barbetten.

## Einheiten
| Schiff    | Bauwerft                     | Kiellegung       | Stapellauf       | Fertigstellung | Schicksal                                |
| --------- | ---------------------------- | ---------------- | ---------------- | -------------- | ---------------------------------------- |
| Canopus   | Portsmouth Dockyard          | 4. Januar 1897   | 12. Oktober 1897 | Dezember 1899  | Abbruch 1920                             |
| Goliath   | Chatham Dockyard             | 4. Januar 1897   | 23. März 1898    | März 1900      | 13. Mai 1915 durch Torpedo versenkt      |
| Albion    | Thames Iron Works Blackwall  | 3. Dezember 1896 | 21. Juni 1898    | Juni 1901      | abgewrackt 1920                          |
| Ocean     | Devonport Dockyard, Plymouth | 15. Februar 1897 | 5. Juli 1898     | Februar 1900   | 18. März 1915 nach Minentreffer gesunken |
| Glory     | Cammell Laird, Birkenhead    | 1. Dezember 1897 | 11. März 1899    | Oktober 1900   | abgewrackt 1922                          |
| Vengeance | Vickers, Barrow              | 23. August 1898  | 25. Juli 1899    | April 1902     | abgewrackt 1921                          |